# Ukončování využívání fosilních paliv

Investice: V roce 2020 investovaly společnosti, vlády a domácnosti 501,3 miliardy dolarů do dekarbonizace, včetně obnovitelných zdrojů energie (solární a větrná energie), elektrických vozidel a související nabíjecí infrastruktury, skladování energie, energeticky účinných systémů vytápění, zachycování a ukládání uhlíku a vodíku.

Ukončování využívání fosilních paliv znamená postupné omezování využívání, těžby a výroby fosilních paliv až na nulu. Je součástí probíhajícího přechodu na obnovitelné zdroje energie. Od začátku 21. století probíhá úsilí o postupné vyřazování fosilních paliv což zahrnuje nahrazování fosilních paliv udržitelnými zdroji energie v odvětvích, jako je doprava a vytápění. Mezi alternativy fosilních paliv v dopravě patří elektromobilita, zelený vodík a letecká biopaliva. Politiky postupného omezování zahrnují jak omezení na straně poptávky, tak na straně nabídky, zatímco přístupy na straně poptávky usilují o snížení spotřeby fosilních paliv, iniciativy na straně nabídky se snaží omezit výrobu tak, aby se urychlilo tempo energetické transformace a snižování emisí.

## Rozsah
Ačkoli se ropa a zemní plyn postupně vyřazují i v chemických procesech (např. při výrobě nových linek na výrobu plastů...), protože se rozvíjí oběhové hospodářství a hospodářství založené na biologických materiálech (např. bioplasty...), aby se snížilo znečištění plasty, nepovažuje se to za součást omezování fosilních paliv, protože v těchto případech se ropa a plyn nepoužívají jako palivo.

## Typy fosilních paliv

### Uhlí
Využívání uhlí dosáhlo svého vrcholu v roce 2013, ale aby byl splněn cíl Pařížské dohody udržet globální oteplování výrazně pod 2 °C, musí se v letech 2020 až 2030 využití uhlí snížit na polovinu. V roce 2017 však uhlí dodávalo více než čtvrtinu světové primární energie a přibližně 40 % emisí skleníkových plynů z fosilních paliv. Ukončení využívání uhlí má krátkodobé přínosy pro zdraví a životní prostředí, které převyšují náklady, a bez něj nelze splnit cíl 2 °C stanovený v Pařížské dohodě; některé státy však uhlí stále upřednostňují a panují velké neshody ohledně toho, jak rychle by mělo být postupně ukončeno.
K roku 2021 se 48 zemí a mnoho regionálních vlád a podniků stalo členy aliance Powering Past Coal Alliance, přičemž každý člen přijal prohlášení, že se zasadí o urychlení přechodu od neomezené výroby elektřiny z uhlí, avšak do konce roku 2021 se k ní nepřipojily země, které využívají nejvíce uhlí, a některé z nich dokonce nadále staví a financují nové uhelné elektrárny. Spravedlivý přechod od uhlí podporuje Evropská banka pro obnovu a rozvoj.
V roce 2019 generální tajemník OSN uvedl, že by všechny státy měly od roku 2020 přestat stavět nové uhelné elektrárny, jinak bude lidstvo čelit „totální katastrofě“.
V roce 2020 sice Čína postavila několik elektráren, ale celosvětově bylo více uhelných elektráren vyřazeno z provozu, než postaveno: generální tajemník OSN uvedl, že země OECD by měly přestat vyrábět elektřinu z uhlí do roku 2030 a zbytek světa do roku 2040.

### Ropa
Surová ropa se rafinuje na topný olej, naftu a benzín. Rafinované produkty jsou určeny především pro přepravu běžnými osobními a nákladními automobily, vlaky, letadly a loděmi. Oblíbenými alternativami jsou doprava na lidský pohon, veřejná doprava, elektromobily a biopaliva.

### Zemní plyn
Zemní plyn je ve světě široce používán k výrobě elektřiny (v Česku je využití plynu na výrobu elektřiny nízké); jeho emisní náročnost je přibližně 500 g/kWh. Významným zdrojem emisí oxidu uhličitého je také vytápění plynem. S využíváním zemního plynu souvisí také úniky metanu, především při těžbě.
V některých zemích se zemní plyn používá jako dočasné „překlenovací palivo“, které má nahradit uhlí, jež má být následně nahrazeno obnovitelnými zdroji nebo vodíkovým hospodářstvím. Toto „překlenovací palivo“ však může výrazně prodloužit využívání fosilních paliv nebo zablokovat aktiva, jako jsou plynové elektrárny postavené v roce 2020, neboť průměrná životnost elektráren je 35 let. Ačkoli aktiva v oblasti zemního plynu budou pravděpodobně zablokována později než aktiva v oblasti ropy a uhlí, možná až v roce 2050, někteří investoři se obávají reputačního rizika.
V některých regionech postupuje vyřazování zemního plynu, například díky rostoucímu využívání vodíku v rámci Evropské sítě provozovatelů plynárenských přepravních soustav (ENTSOG) a změnám stavebních předpisů s cílem omezit používání plynového vytápění.

## Důvody pro ukončení využívání fosilních paliv
Důvody pro postupné vyřazení fosilních paliv jsou následující:
- snížení počtu úmrtí a nemocí způsobených znečištěním ovzduší,
- omezení změny klimatu,
- snížení dotací na energie.[27][28]

### Zdraví
Většina z milionů předčasných úmrtí v důsledku znečištění ovzduší je způsobena fosilními palivy. Znečištění může působit jak uvnitř budov, např. vytápěním a vařením, nebo venku emisemi z velkých zdrojů či výfukovými plyny z vozidel. Podle jednoho z odhadů je podíl fosilních paliv 65 % z celkových 3,5 milionu předčasných úmrtí ročně. Podle profesora sira Andyho Hainese z London School of Hygiene & Tropical Medicine jsou zdravotní přínosy postupného vyřazení fosilních paliv měřené v penězích (ekonomové je odhadují pomocí hodnoty života pro jednotlivé země) podstatně vyšší než náklady na dosažení cíle Pařížské dohody.